# Minneapolis Lakers 1947-1948
La stagione 1947-48 dei Minneapolis Lakers fu la 2ª nella National Basketball League per la franchigia. I Minneapolis Lakers vinsero il titolo, sconfiggendo in finale i Rochester Royals.

## Risultati
I Lakers chiusero la stagione regolare con 43 vittorie e 17 sconfitte. Nei play-off vinsero il primo turno con gli Oshkosh All-Stars (3-1), la semifinale con i Tri-Cities Blackhawks (2-0), vincendo poi il titolo battendo nella finale NBL i Rochester Royals (3-1).

## Roster
|  | Naz.                   | Ruolo | Sportivo         | Anno | Alt. | Peso |  |
|  | ---------------------- | ----- | ---------------- | ---- | ---- | ---- |  |
|  | Stati Uniti (bandiera) | C     | George Mikan     | 1924 | 208  | 111  |  |
|  | Stati Uniti (bandiera) | AC    | Jim Pollard      | 1922 | 193  | 84   |  |
|  | Stati Uniti (bandiera) | GA    | Don Carlson      | 1919 | 183  | 77   |  |
|  | Stati Uniti (bandiera) | GA    | Jack Dwan        | 1921 | 193  | 91   |  |
|  | Stati Uniti (bandiera) | GA    | Herm Schaefer    | 1918 | 183  | 79   |  |
|  | Stati Uniti (bandiera) | GA    | Tony Jaros       | 1920 | 191  | 84   |  |
|  | Stati Uniti (bandiera) | GA    | Don Smith        | 1920 | 188  | 86   |  |
|  | Stati Uniti (bandiera) | GA    | Paul Napolitano  | 1923 | 188  | 84   |  |
|  | Stati Uniti (bandiera) | GA    | Johnny Jorgensen | 1921 | 188  | 84   |  |
|  | Stati Uniti (bandiera) | GA    | Bill Durkee      | 1921 | 191  | 93   |  |
|  | Stati Uniti (bandiera) | AC    | Bob Gerber       | 1916 | 193  | 99   |  |
|  | Stati Uniti (bandiera) | G     | Ken Exel         | 1920 | 185  | 81   |  |
|  | Stati Uniti (bandiera) | A     | Joe Patanelli    | 1919 | 191  | 93   |  |
|  | Stati Uniti (bandiera) | AC    | Jack Rocker      | 1922 | 196  | 84   |  |
|  | Stati Uniti (bandiera) | AC    | Warren Ajax      | 1921 | 188  | 77   |  |
|  | Stati Uniti (bandiera) | G     | Ted Cook         | 1921 | 183  | 73   |  |

## Staff tecnico
- Allenatore: John Kundla